# England, Half-English
England, Half English è un album in studio del cantautore inglese Billy Bragg, accreditato a Billy Bragg and the Blokes e pubblicato nel 2002.

## Tracce
1. St. Monday
2. Jane Allen
3. Distant Shore
4. England, Half English
5. NPWA (No Power Without Accountability)
6. Some Days I See the Point
7. Baby Faroukh
8. Take Down the Union Jack
9. Another Kind of Judy
10. He'll Go Down
11. Dreadbelly
12. Tears of My Tracks